# کارل رابینسون
کارل رابینسون (انگلیسی: Carl Robinson؛ زادهٔ ۱۳ اکتبر ۱۹۷۶) بازیکن فوتبال اهل بریتانیا است.
از باشگاه‌هایی که در آن بازی کرده‌است می‌توان به باشگاه فوتبال پورتسموث، باشگاه فوتبال ولورهمپتون واندررز، باشگاه فوتبال روترهام یونایتد، باشگاه فوتبال نیویورک رد بولز، باشگاه فوتبال شفیلد ونزدی، باشگاه فوتبال شفیلد یونایتد، باشگاه فوتبال شروزبری تاون، باشگاه فوتبال تورنتو، باشگاه فوتبال ساندرلند، باشگاه فوتبال والسال، و باشگاه فوتبال نوریچ سیتی اشاره کرد.
وی همچنین در تیم‌های ملی فوتبال زیر ۲۱ سال ولز، ولز ب و ولز، بازی کرده‌است.